# Bolniță

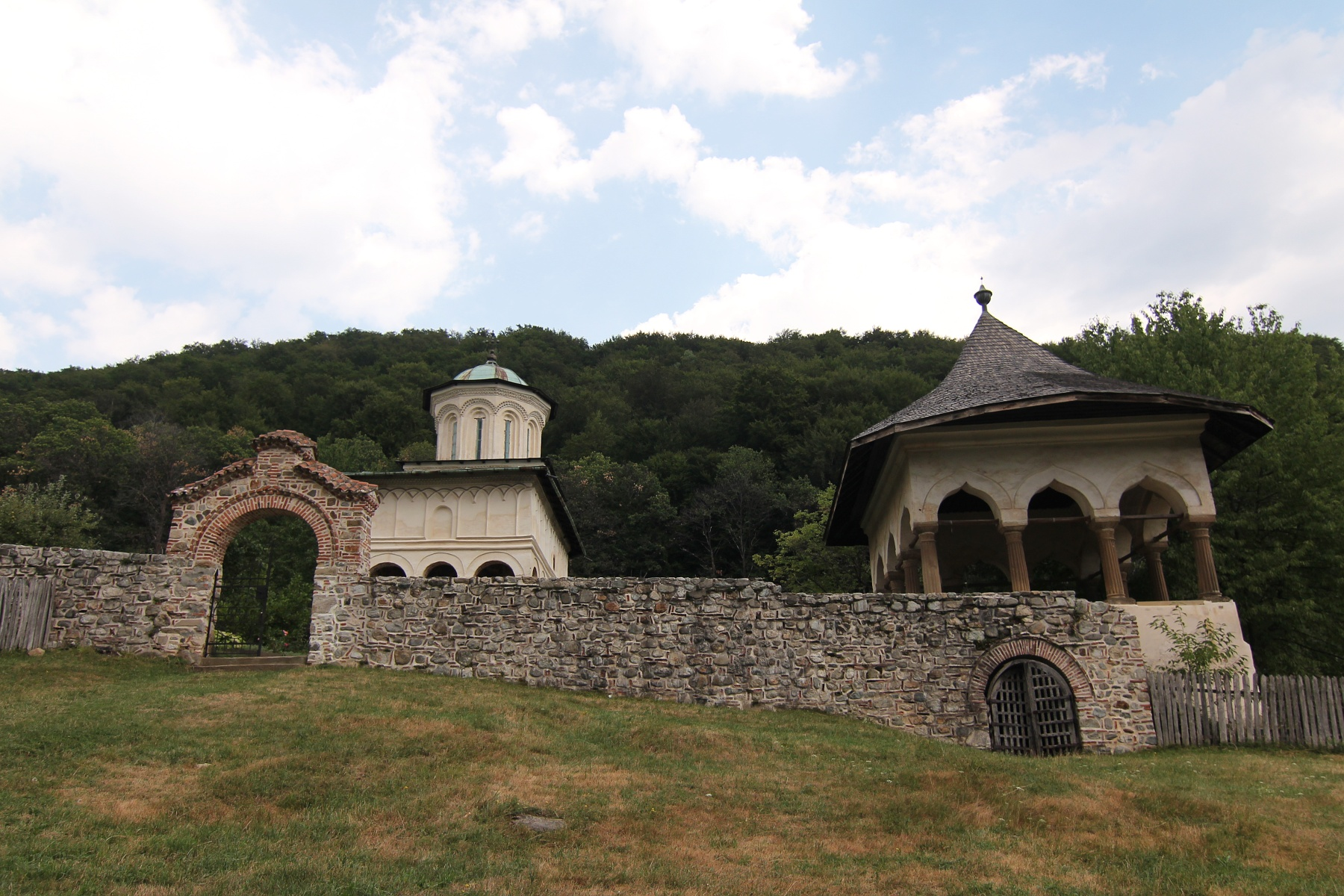
Complexul bolniței Mănăstirii Hurezi. Biserica și foișorul.

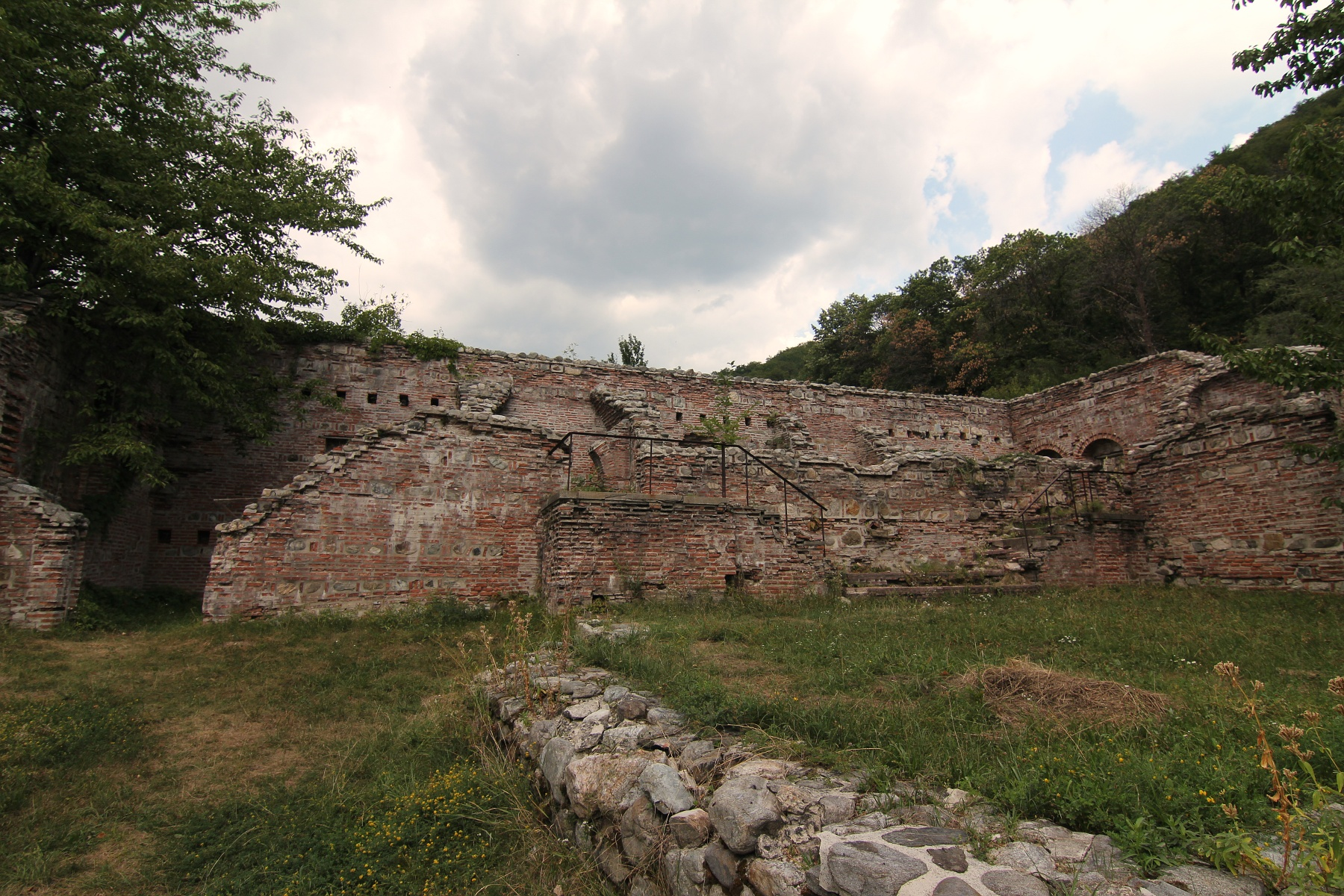
Ruinele bolniței Mănăstirii Hurezi

Bolnița (din slavonă bolĭnica) era –în arhitectura monastică românească din Evul mediu– o clădire sau un complex de clădiri situate în proximitatea unei mănăstiri sau a unei biserici, care serveau scopului îngrijirii bolnavilor. Din complexul bolniței făcea parte adesea și o biserică.
În Transilvania, la Sibiu, se cunoaște de existența unui spital-bolniță în jurul anilor 1140-1160.

## Galerie

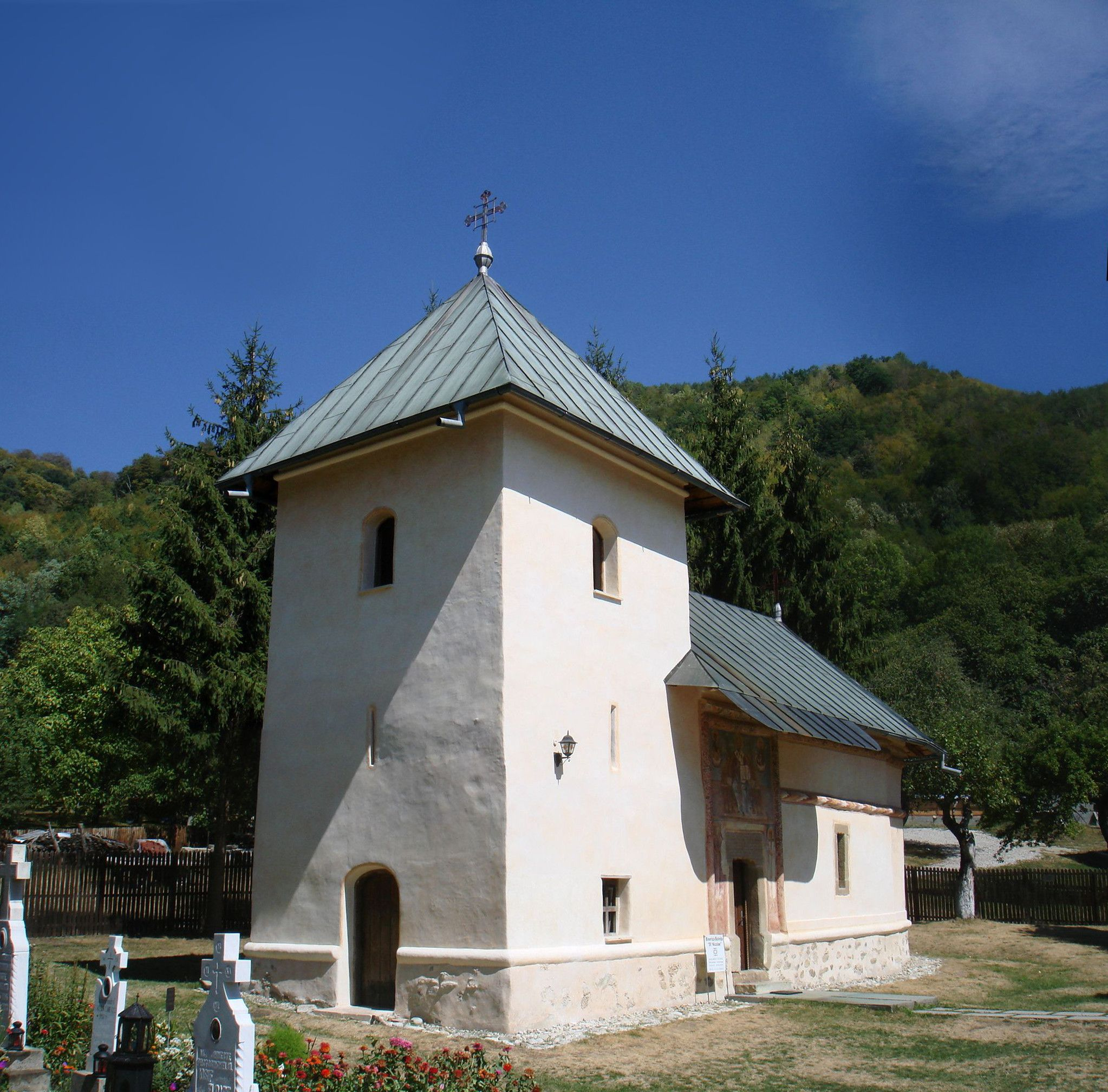
Biserica bolniță de la Mănăstirea Polovragi
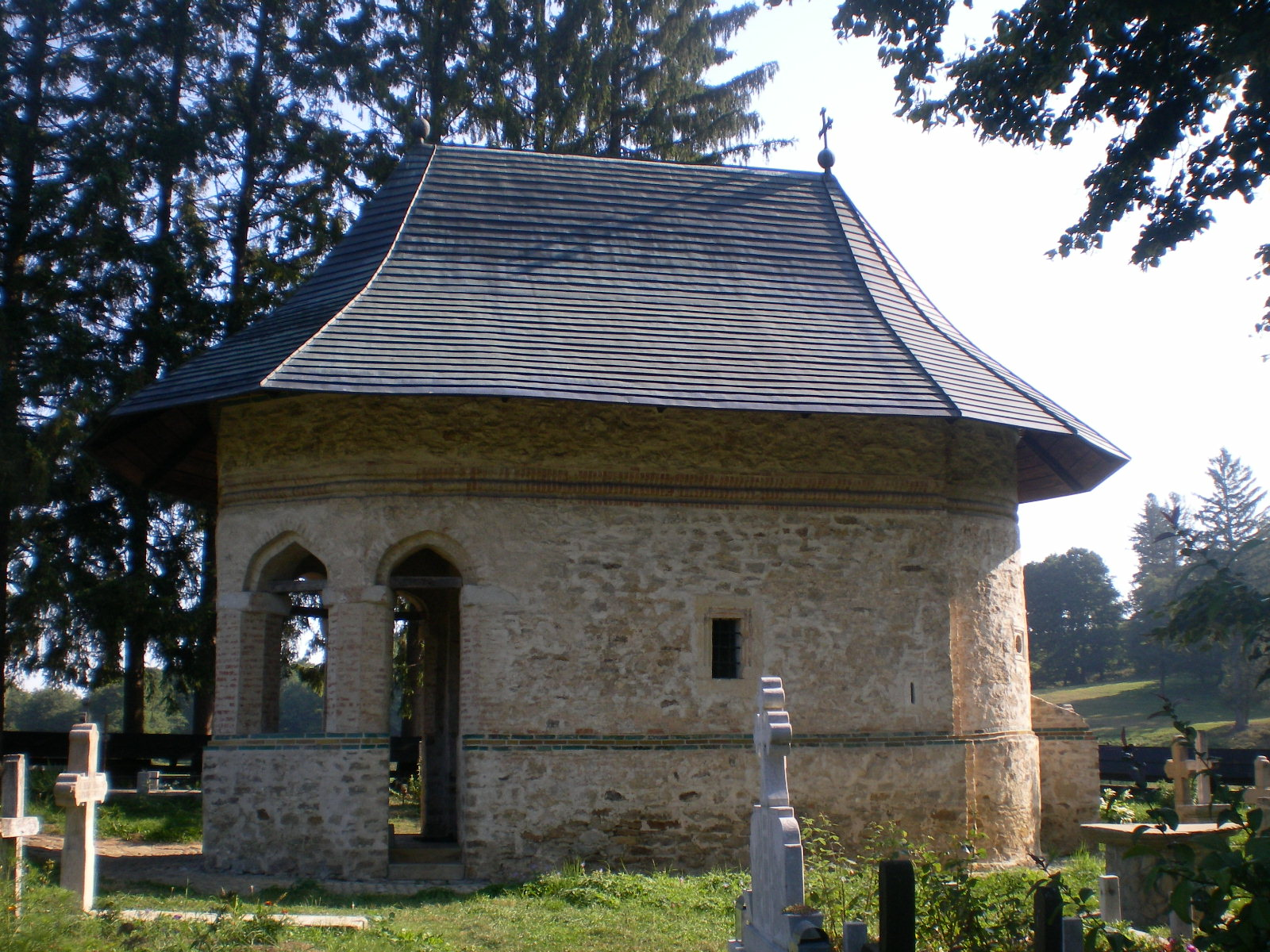
Biserica bolniță de la Mănăstirea Dragomirna